# Celastrina lavendularis
Celastrina lavendularis är en fjärilsart som beskrevs av Moore 1877. Celastrina lavendularis ingår i släktet Celastrina och familjen juvelvingar. Inga underarter finns listade i Catalogue of Life.

## Bildgalleri

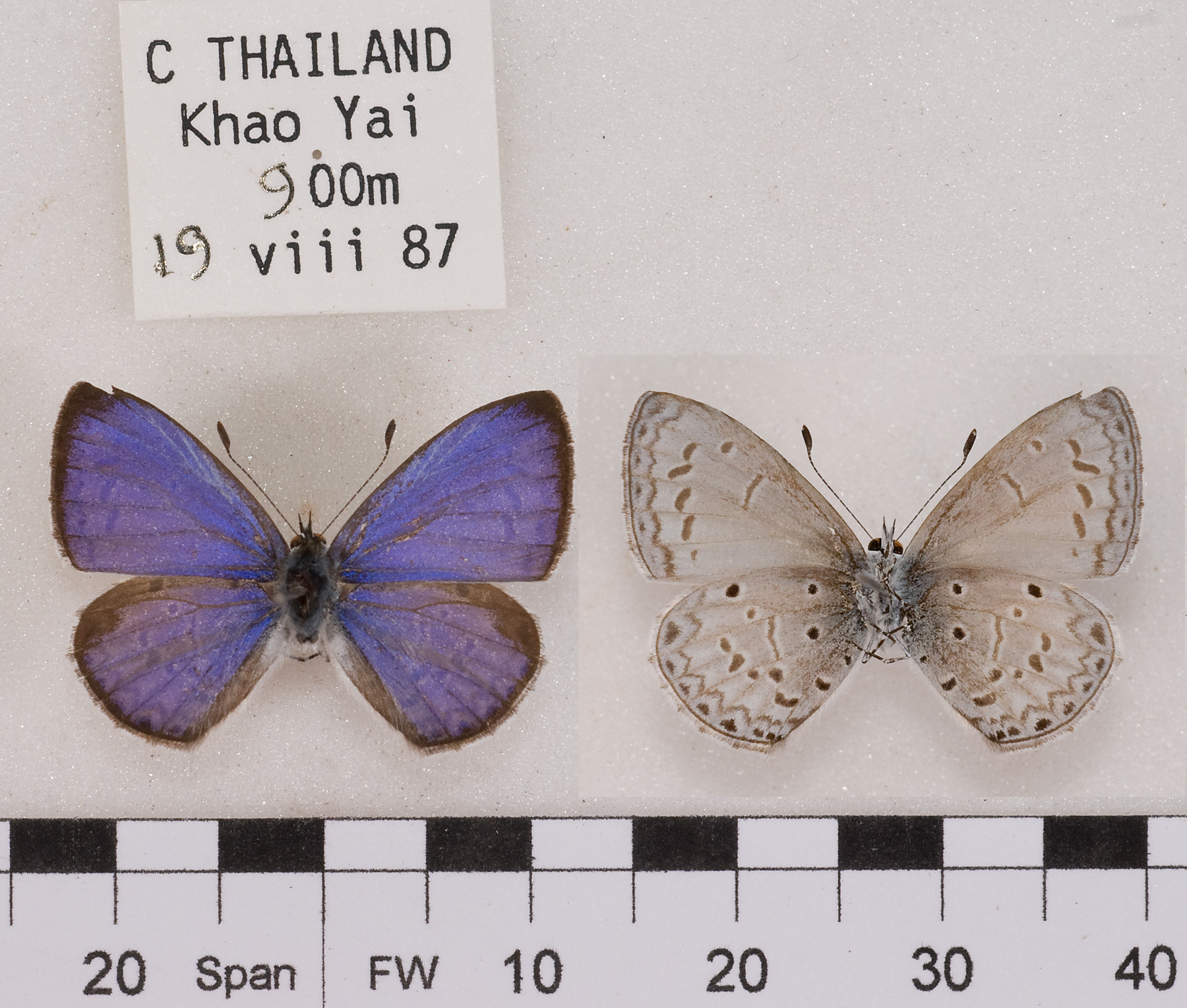
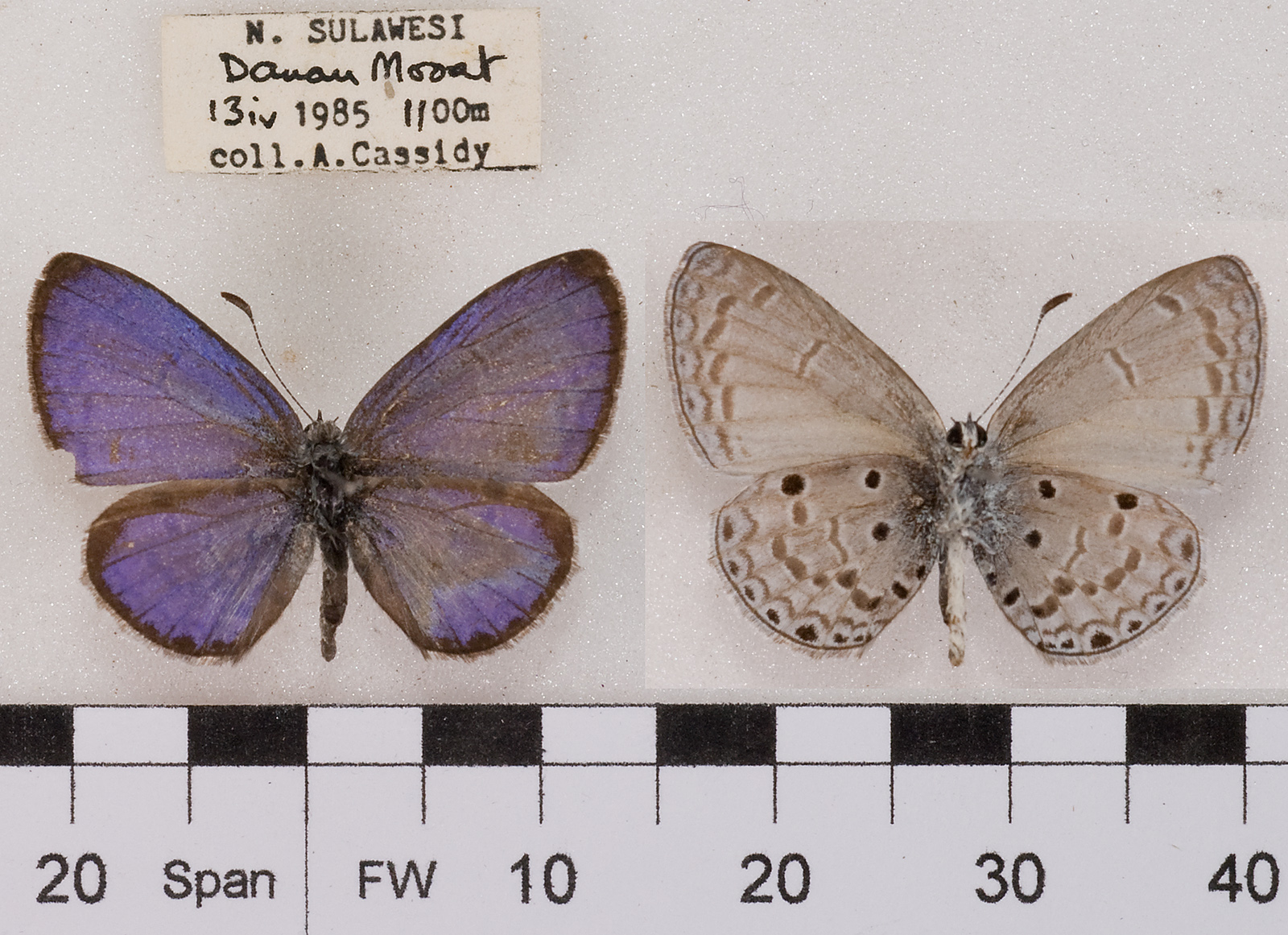
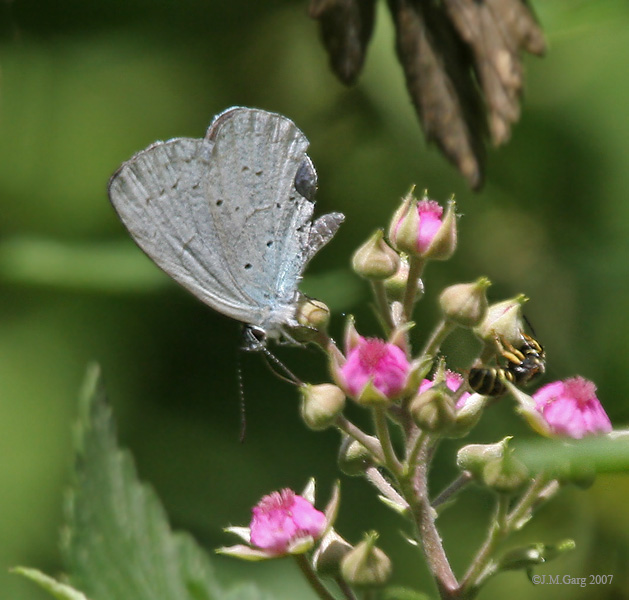
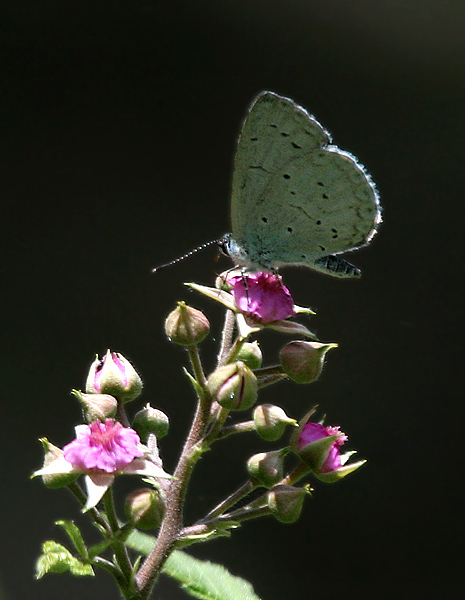
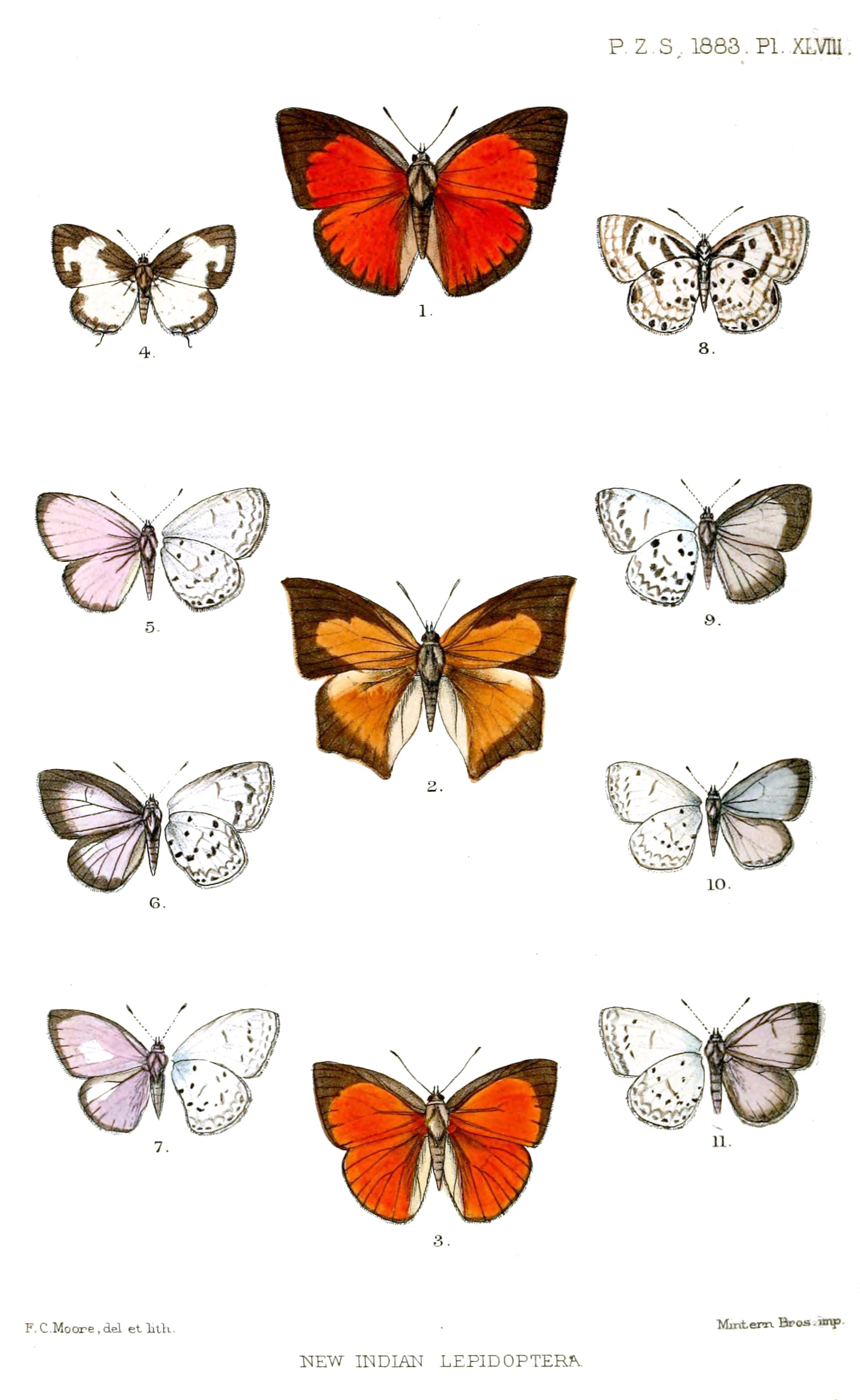
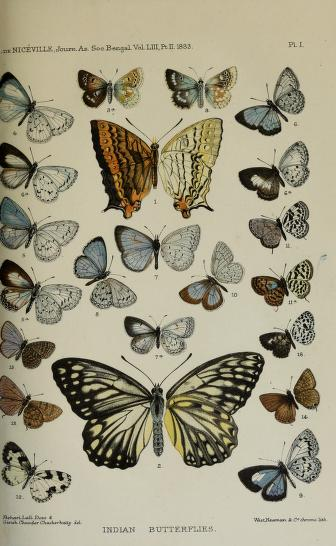